# Zepelin
Zepelin är en kommun och ort i Landkreis Rostock i förbundslandet Mecklenburg-Vorpommern i Tyskland.
Kommunen ingår i kommunalförbundet Amt Bützow-Land tillsammans med kommunerna Baumgarten, Bernitt, Bützow, Dreetz, Jürgenshagen, Klein Belitz, Penzin, Rühn, Steinhagen, Tarnow och Warnow.

## Geografi
Zepelins kommun ligger mellan städerna Bützow och Güstrow och avgränsas i söder av floden Nebel och i norr av floden Warnow. Zepelin är beläget vid Bützow–Güstrow-kanalen som löper parallellt med Nebel. Terrängen är platt, med högsta höjd på 29 meter över havet i närheten av Oettelin. Kommunen domineras av jordbruksmark.

### Administrativ indelning
Zepelin indelas i tre kommundelar, Ortsteile: Zepelin, Oettelin och Zepelin Ausbau. Fram till 2001 var Oettelin en självständig kommun för att sedan uppgå i Zepelins kommun.

## Historia
Ortnamnet omnämns första gången 1246 som Cepelin, men byn grundades redan i mitten av 1100-talet av tyskspråkiga bosättare med bybebyggelsen uppförd omkring en central allmänning. Orten Oettelin omnämns första gången 1285. Zepelins herrgård var under medeltiden stamsäte för adelssläkten von Zeppelin. Kyrkogården med kapell och damm anlades omkring 1300-talet. Efter stora bränder under 1800-talet kom bebyggelsen även att utvidgas utanför den gamla bykärnan.